# Eubrachiella antarctica
Eubrachiella antarctica is een eenoogkreeftjessoort uit de familie van de Lernaeopodidae. De wetenschappelijke naam van de soort is voor het eerst geldig gepubliceerd in 1906 door A. Quidor. De soort werd verzameld tijdens de Franse Antarctische Expeditie van 1903-1905 onder leiding van Jean-Baptiste Charcot. De parasiet werd aangetroffen op een Antarctische diepzeeheek (Dissostichus eleginoides).
Eubrachiella antarctica is een ectoparasiet van verscheidene soorten vissen, waaronder krokodilijsvissen, die voorkomen in de zuidelijke oceanen rond Antarctica. De parasiet hecht zich bij voorkeur vast aan de vinnen, de mondholte of op of achter het operculum of kieuwdeksel. Tot de geïnfesteerde soorten behoren de Antarctische diepzeeheek, Champsocephalus gunnari, de zwartvinijsvis (Chaenocephalus aceratus), Chionodraco rastrospinosus en Prionodraco evansii.